# (32291) 2000 QP8
(32291) 2000 QP8 est un astéroïde de la ceinture principale d'astéroïdes découvert en 2000.

## Description
(32291) 2000 QP8 a été découvert le 24 août 2000 à l'observatoire de Črni Vrh, situé dans l'ouest de la Slovénie, par l'Observatoire de Črni Vrh.

### Caractéristiques orbitales
L'orbite de cet astéroïde est caractérisée par un demi-grand axe de 2,63 ua, un périhélie de 2,34 ua, une excentricité de 0,11 et une inclinaison de 13,02° par rapport à l'écliptique. Du fait de ces caractéristiques, à savoir un demi-grand axe compris entre 2 et 3,2 ua et un périhélie supérieur à 1,666 ua, il est classé, selon la JPL Small-Body Database, comme objet de la ceinture principale d'astéroïdes.

### Caractéristiques physiques
(32291) 2000 QP8 a une magnitude absolue (H) de 13,9 et un albédo estimé à 0,075.